# Sjeparivtsi
Sjeparivtsi (ukrainska: Шепарівці, ryska: Шепаровцы, polska: Szeparówce) är en by i Ivano-Frankivsk oblast i västra Ukraina. Sjeparivtsi, som för första gången nämns i ett dokument från år 1389, har 1 373 invånare.